# Nuria Chinchilla
Nuria Chinchilla (Barcelona, 1960) es una economista española, investigadora del liderazgo de las mujeres y profesora de IESE.

## Biografía
Licenciada en Derecho por la Universidad de Barcelona (1981), MBA por el IESE (1984) y dirección en la Universidad de Stanford (1986) y en la Harvard Business School (1995). En 1993 se doctoró en dirección en el IESE Business School, donde desde 1999 es profesora en el IESE. Es miembro de asociaciones profesionales y académicas, como EPWN (European Professional Women Network) e IWF (Internacional Women's Forum). 
Es autora y coautora de varios libros y artículos científicos. En 2001 recibió el premio "Manager of the Year" otorgado por la Federación Española de Mujeres Directivas (FEDEPE). Pertenece al grupo de "Top Ten Management", donde se encuentran algunos de los principales directivos españoles.
Desde el año 2002 promueve e impulsa la conciliación familiar y laboral, el liderazgo femenino en las empresas y organizaciones a través de su estudio Políticas familiarmente responsables.

## Publicaciones
- La ambición femenina, Madrid, Aguilar, 253 pp.
- Dueños de Nuestro Destino, Madrid, Ariel, 328 pp.
- Integrar la vida: Liderar con éxito la trayectoria profesional y personal en un mundo global , Madrid, Ariel, 192 pp.
- De la mano de las mejores, Madrid, EUNSA,192 pp.